# Nesselsdorf S
Nesselsdorf S (укр. Нессельдорф С) модель австро-угорського товариства «Нессельдорфська Вагонобудівна Фабрика» (сьогодні Копрівніце, Моравія, Чехія).

## Історія
Перші моделі Nesselsdorf були відомі важкістю обслуговування опозитного мотора. Через проблеми з реалізацією автомобілів товариство Нессельдорф Вагенфабрік найняло інженерів Кронфельда і Ланга для розробки нових моторів, що не виправдали сподівань через малу потужність при значній масі. Ланг і Кронфелд покинули компанію Нессельдорф, президент якої Уго Фішер фон Рьослерштамм (нім. Hugo Fischer von Röslerstamm) вмовив наприкінці 1905 повернутись Ганса Ледвінку на посаду головного конструктора. Ледвінка зайнявся доробкою моделей Кронфелда і Ланга J (30), L та почав розробляти нову модель S з розміщеним спереду 4-циліндровим мотором власної конструкції об'ємом 3306 см³ і потужністю 20 к.с.. Мотор отримав прогресивну конструкцію з верхнім розподільним валом, напівсферичною камерою згоряння. Мотор був виконаний заодне з коробкою передач т. зв. моноблоком. Автомобіль розвивав швидкість 80 км/год і випускався з кузовами ландо тощо Був випущений двомісний спортивний автомобіль з паливним баком позаду сидінь (1910).
На 1910 почали виготовляти Nesselsdorf S 4, що відрізнявся потужнішим мотором (30 к.с.) і швидкістю 80-90 км/год. На його базі виготовили 2-місний спортивний автомобіль з колісними металевими спицями. Модель випускали до 1916 року. Загалом виготовили 62 автомашини модифікацій S та S 4.
Одночасно 1910 розпочали виготовлення моделі Nesselsdorf S 6. На неї встановлювали 6-циліндровий мотор об'ємом 4959 см³ і потужністю 50 к.с., що дозволяв розвивати 100–110 км/год. Мотор появився на основі мотора з моделі S 4, до якого додали ще блок з 2 циліндрами. На цьому шасі встановлювали кузови лімузин. Це була перша модель з приводом гальм на усі колеса та можна було вперше замовляти встановлення стартера і електричного освітлення. З 1914 усі моделі отримали модний клиноподібний радіатор. Було виготовлено S 6.
З 1914 на заміну моделі S 4 прийшла модель Т, а S 6 замінила модель U.